# Bathygadus cottoides
Bathygadus cottoides és una espècie de peix de la família dels macrúrids i de l'ordre dels gadiformes.

## Morfologia
- Els mascles poden assolir 24 cm de llargària total.[1][2]

## Hàbitat
És un peix d'aigües profundes que viu entre 1000-1600 m de fondària.

## Distribució geogràfica
Es troba des de Moçambic fins a Nova Zelanda.